# 陈桥驿 (历史地理学家)

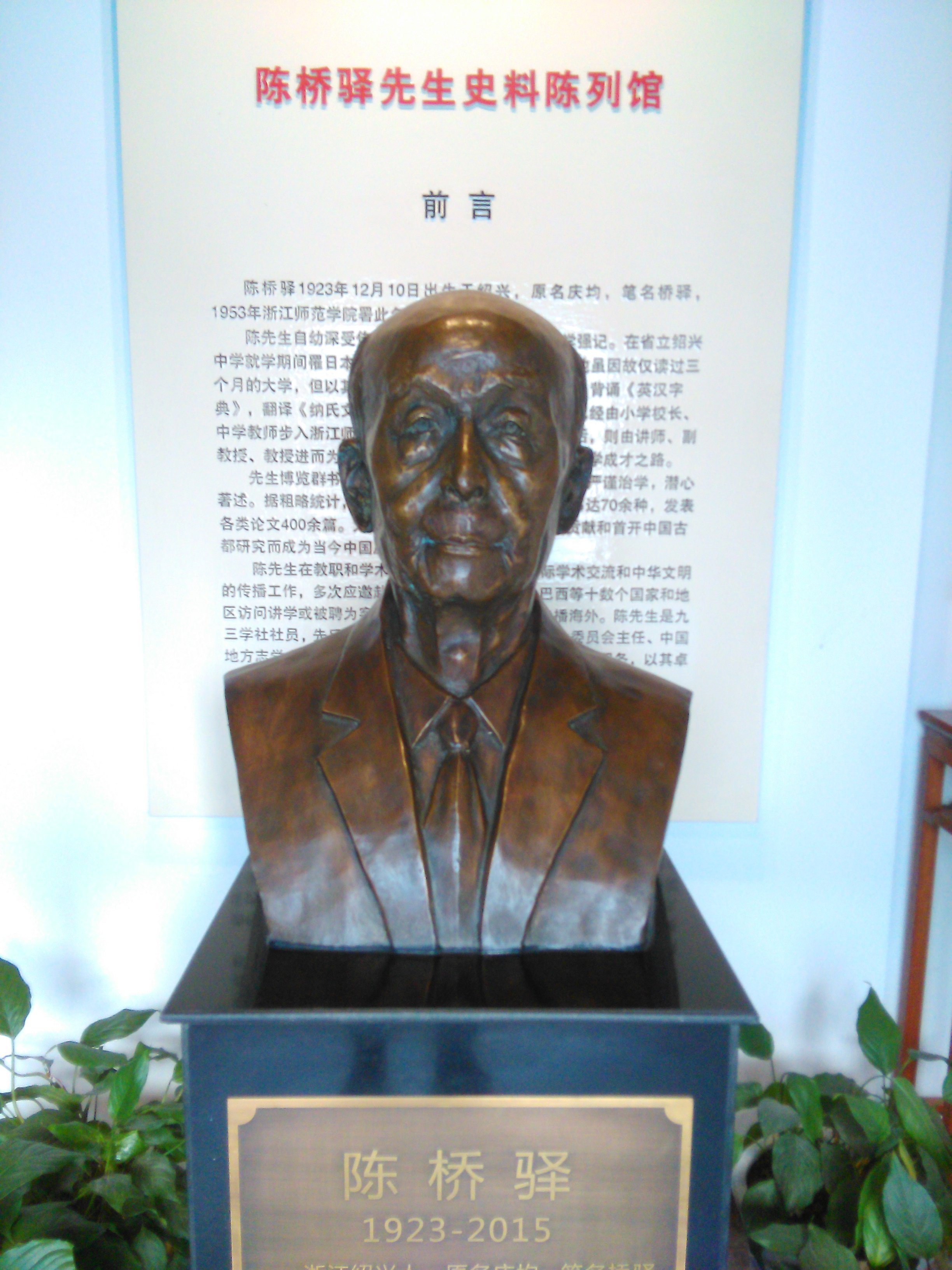
绍兴陈桥驿雕像

陈桥驿（1923年12月10日—2015年2月11日），原名陈庆均，陈桥驿是笔名。浙江绍兴人，历史地理学家、郦学泰斗、浙江大学地球科学系终身教授，中国地理学会历史地理专业委员会主任、国际地理学会历史地理专业委员会谘询委员，第六届全国人大代表，第六届、第七届浙江省政协常委。兒子是統計學家、歷史學家陳三平。

## 生平
1923年12月10日生于浙江绍兴，1942年5月暂任绍兴柯桥阮社小学校长。1944年9月入读国立中正大学社会教育学系，后参加中国青年军，任英语教官。1946年受聘于嘉兴青年职业学校，1948年春任教于新昌县立中学，并任教务主任。1954年任浙江师范学院（1958年后为杭州大学）地理系讲师，后兼经济地理教研室主任。1978年任副教授，1983年晋升教授。1984年杭州大学地理系历史地理研究室（后改为历史地理研究中心）组建，任主任。1994年，中华人民共和国人事部批准，定为终身教授。1998年9月起为浙江大学地球科学系教授。2015年2月11日上午在杭州逝世，享年92岁。

## 著作
出版著作70本，2000万字。著有《淮河流域》、《祖国的河流》、《水经注研究》（一集、二集、三集、四集）、《郦道元评传》、《水经注校释》、《水经注校证》、《郦学札记》、《绍兴地方文献考录》、《吴越文化论丛》等，主编《中国自然地理·历史自然地理》、《中国七大古都》、《中国历史名城》、《中国都城辞典》、《浙江古今地名词典》等。
2018年，人民出版社出版《中国国家历史地理·陈桥驿全集》。